# Famechon, Somme
 Famechon  là một xã thuộc tỉnh Somme, vùng Hauts-de-France, Pháp.

## Địa lý
Thị trấn có cự ly 25 dặm Anh về phía tây nam của Amiens, tại giao lộ của các tỉnh lộ D94 và đường D920.

## Dân số
| 1962                                                         | 1968 | 1975 | 1982 | 1990 | 1999 |
| ------------------------------------------------------------ | ---- | ---- | ---- | ---- | ---- |
| 161                                                          | 184  | 171  | 191  | 187  | 173  |
| Số liệu điều tra dân số từ năm 1962, dân số không tính trùng |      |      |      |      |      |